# Tour Franklin
Tour Franklin, este o clădire de birouri din districtul financiar La Défense din Puteaux, Franța. Zgârie-nori inițial a fost construit în 1972 și avea 116 metri. Designul său constă în combinarea unui turn mai mic într-unul mai mare.